# Cząber górski
Cząber górski (Satureja montana) – gatunek rośliny z rodziny jasnotowatych. Pochodzi z rejonu basenu Morza śródziemnego. Jest byliną, ma takie same wymagania i właściwości jak cząber ogrodowy, lecz jego zapach jest bardziej intensywny ze względu na większą ilość olejków eterycznych (substancjami czynnymi są garbniki, olejki lotne, żywice, śluzy, karotenoidy, witamina C, prowitamina A, flawonoidy i inne). Liście są krótsze, ciemniejsze, nieco skórzaste, szorstko owłosione z wyraźnie widocznymi punkcikami gruczołów, osiąga wysokość 40–50 cm. Kwitnie na początku sierpnia drobnymi białymi lub jasnoróżowymi kwiatkami, charakterystycznymi dla rodziny jasnotowatych. Krzewinki rosną w zwartych kępach, są silnie rozgałęzione. W uprawach w Polsce jeszcze rzadko spotykany.

## Zastosowanie
Roślina ozdobnaCząber górski ma dekoracyjny charakter i pasuje do ogródków skalnych, rabat bylinowych w ogrodach naturalistycznych, ziołowych  i rustykalnych na słonecznych stanowiskach. Nadaje się także jako roślina okrywowa lub na pachnące obwódki ścieżek i tarasów. Można go uprawiać też jako roślinę doniczkową.
Roślina miododajna.
Roślina jadalnaCharakteryzuje się silnym, dość ostrym aromatem, smakiem korzennym, zbliżonym nieco do pieprzu. Jest doskonałą przyprawą do wszelkich potraw z warzyw strączkowych. Dodaje smaku zupom, doskonale łączy się z pomidorem, jest dobrą przyprawą do ryb, zwłaszcza pstrąga. Cząbrem przyprawia się też dziczyznę, zawiesiste sosy, tłuste mięsa, farsze, niektóre grzyby, sałatki. Najlepiej dodawać go pod koniec przyrządzania potrawy. Prawdziwa czubrica zawiera właśnie cząber górski. Za przyprawę może nam posłużyć zarówno świeże ziele, jak i suszone. Możemy ścinać tylko wierzchołki pędów lub całą część nadziemną.
Roślina leczniczaPrzejawia działanie przeciwzapalne, antyseptyczne i wiatropędne. Przeciwdziała nadmiernej fermentacji jelitowej, działa lekko obstrukcyjnie i przeciwbiegunkowo. Zewnętrznie jest stosowany do kąpieli w stanach zapalnych skóry. W ukąszeniach owadów stosuje się napar z ziela. Można również natrzeć  swędzące miejsca sokiem ze świeżych liści. W kosmetyce cząber można stosować do maseczek ściągających oraz do przemywania tłustej cery.